# Grubenwand
Die Grubenwand, auch Schwarze Wand, ist ein Berg in den Stubaier Alpen in Tirol. Sie besteht aus zwei Gipfeln, der 3175 m ü. A. hohen Hinteren und der 3165 m ü. A. hohen Vorderen Grubenwand.

## Topographie
Die Grubenwand liegt in einem Gebirgskamm, der sich vom Gleirscher Fernerkogel in Richtung Nordosten erstreckt. Nach Westen fällt sie mit steilen Felswänden 400 Meter tief zum Gleirschferner hin ab. Auch in südöstlicher Richtung ist der Berg bis in eine Höhe von 2600 m von Felsen geprägt, darunter liegt das Längental mit dem Westfalenhaus. Nach Nordosten setzt sich der Gratverlauf zur 3008 m hohen Schöntalspitze fort. Ein weiterer Grat verläuft von der Vorderen Grubenwand in Richtung Norden, östlich davon liegt mit dem Zischgeles- oder Zischgenferner ein kleiner Gletscher. Die nordöstlich gelegene Vordere ist mit der Hinteren Grubenwand durch einen scharfen Felsgrat verbunden.

## Wege
Der Normalweg zum Gipfel der Vorderen Grubenwand führt im Schwierigkeitsgrad II über den Nordostgrat. Dieser Weg kann im Winter auch als Skitour begangen werden. Weitere Anstiege sind die Nordwestwand (III) und der Nordgrat (IV). Die Hintere Grubenwand ist über den Südwestgrat (IV), die Nordwestwand (III) oder den Verbindungsgrat mit der Vorderen Grubenwand (III) erreichbar. 

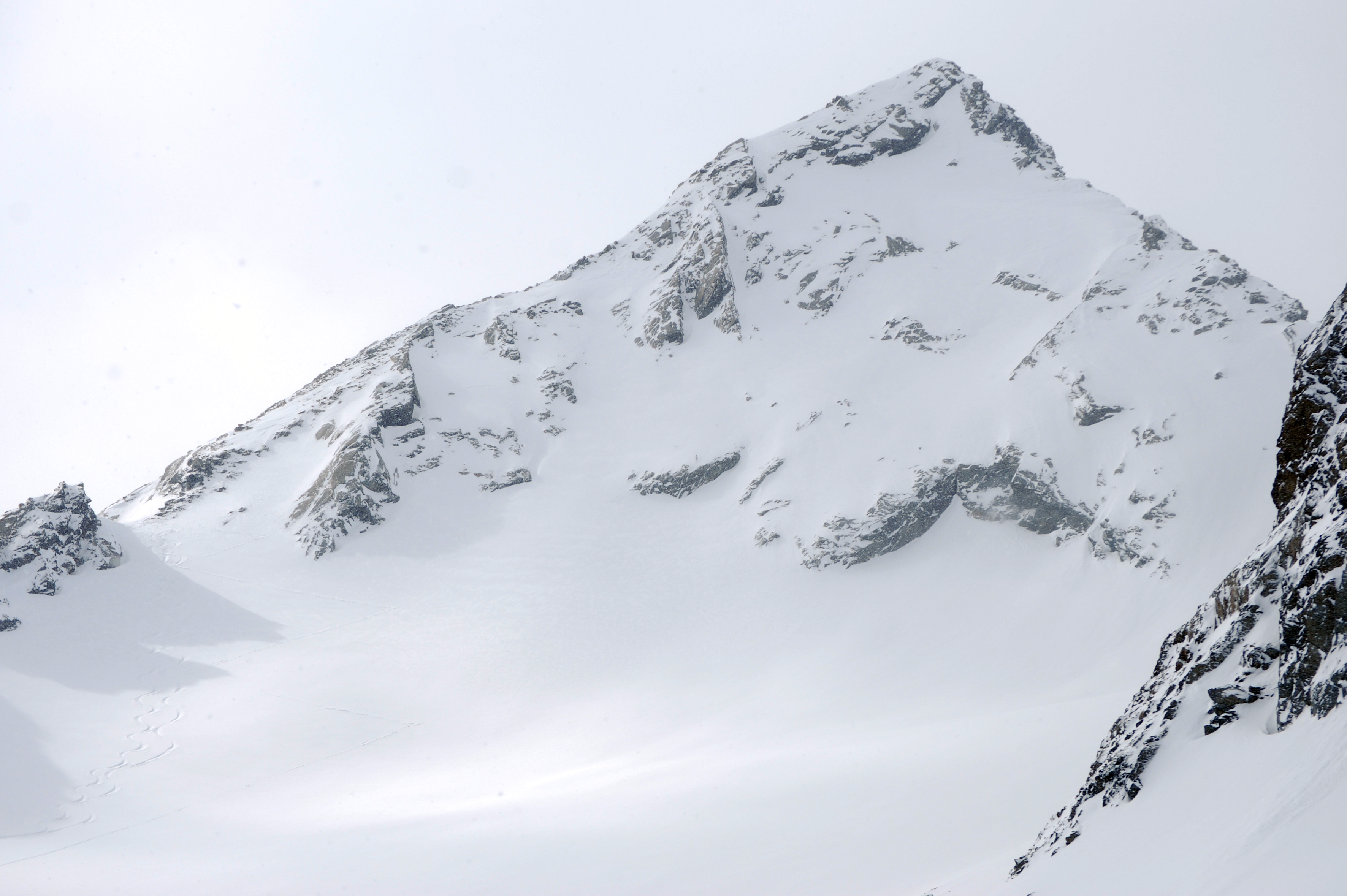
Die Vordere Grubenwand vom Zischgenferner
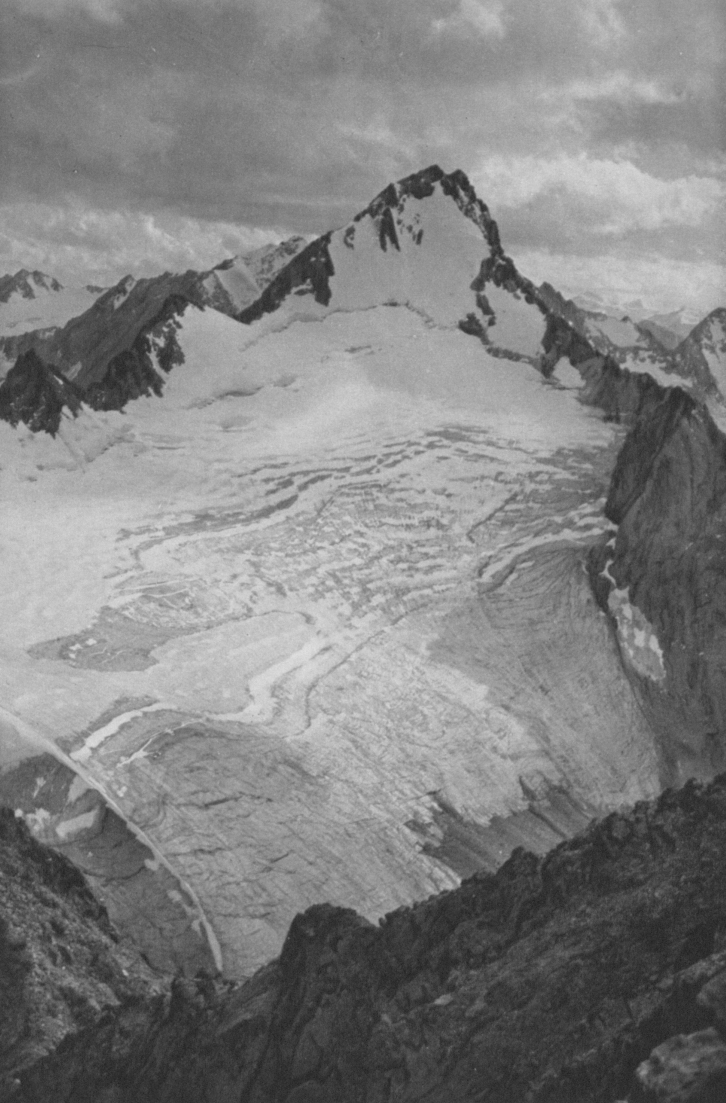
Grubenwand und Zischgenferner vom Zischgeles gesehen (vor 1932)
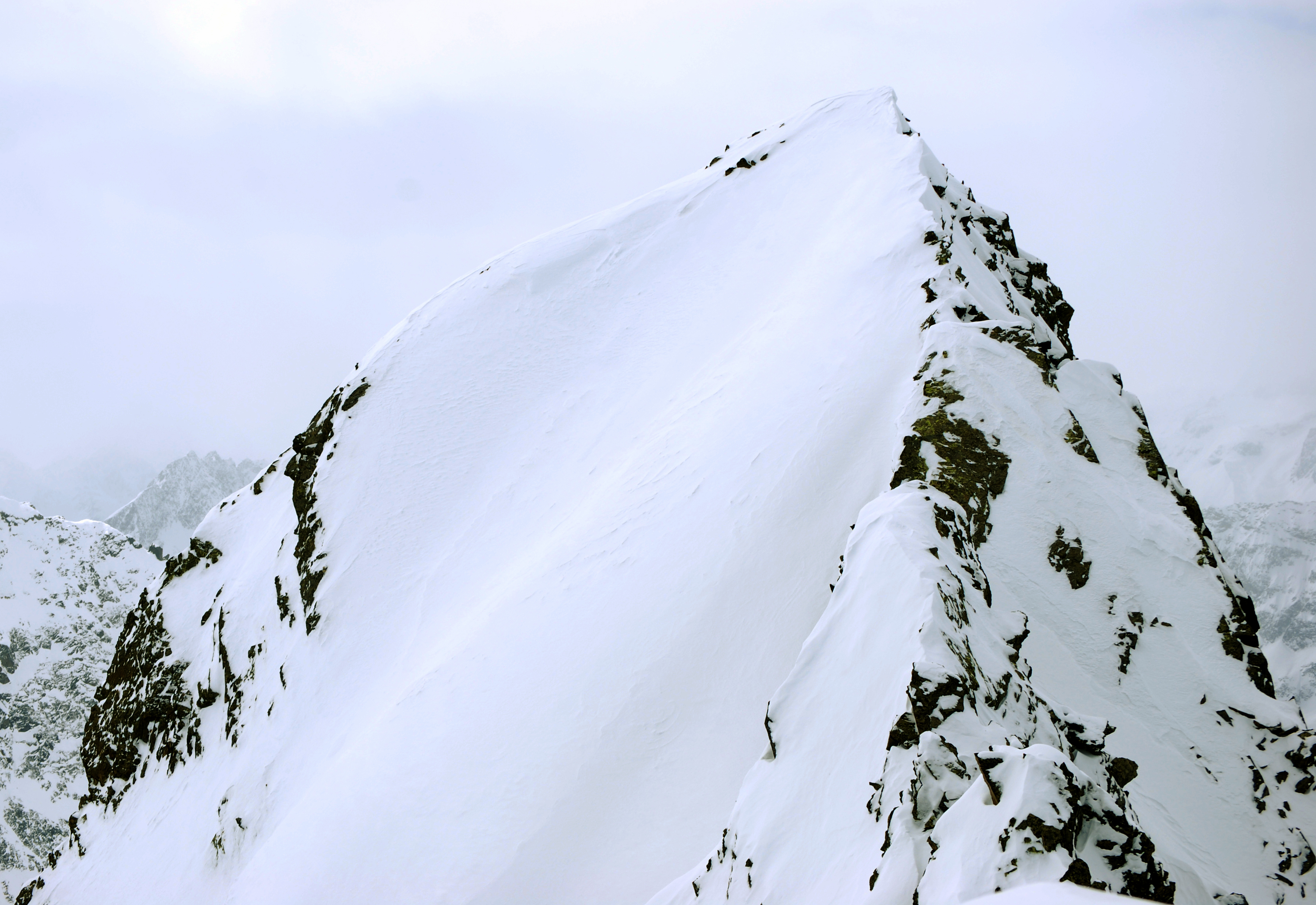
Hintere Grubenwand, gesehen von der Vorderen Grubenwand
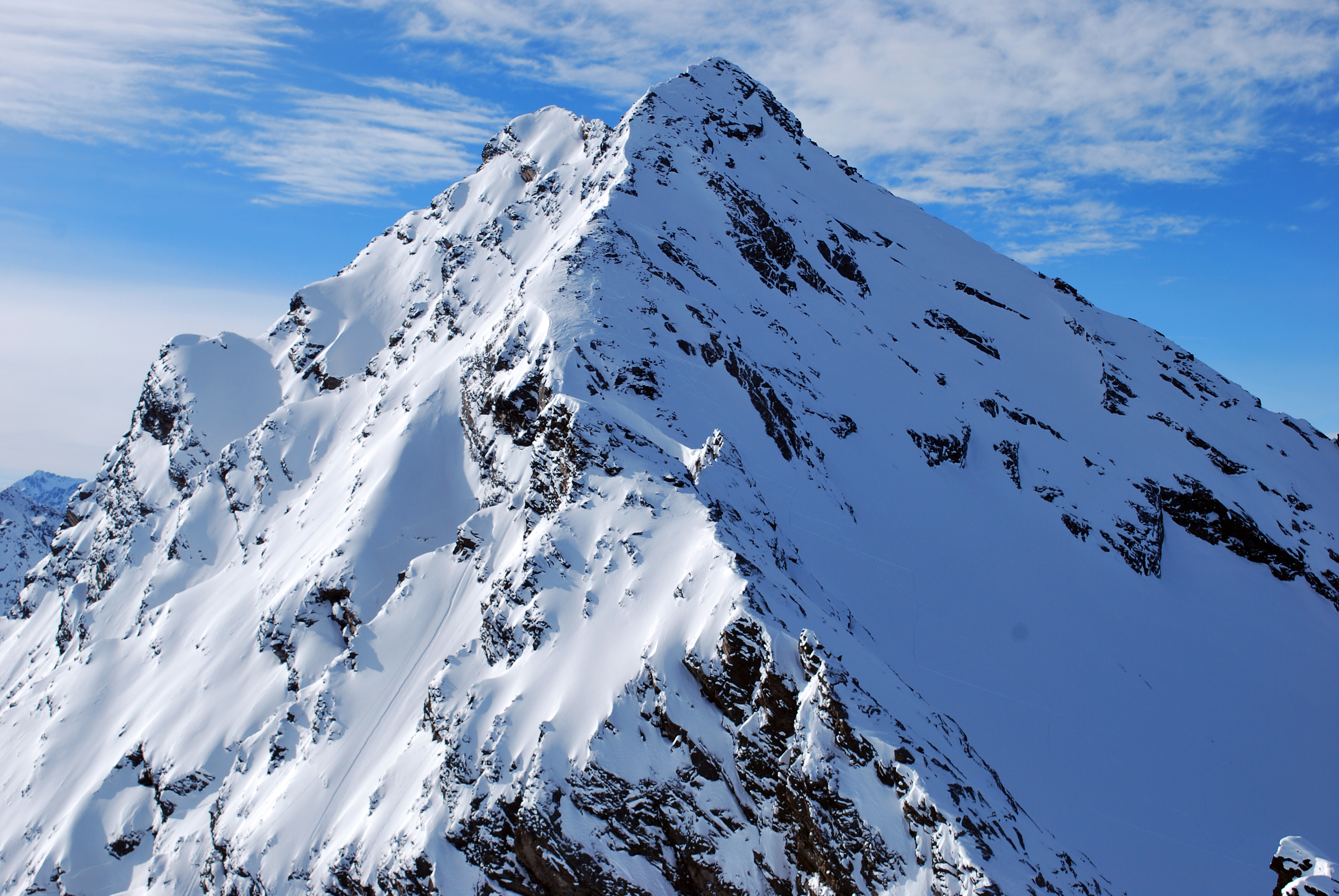
Blick auf den Nordostgrat von der Schöntalspitze